# Thank U
"Thank U" là một bài hát của nghệ sĩ thu âm người Canada Alanis Morissette nằm trong album phòng thu thứ tư của cô, Supposed Former Infatuation Junkie (1998). Nó được phát hành như là đĩa đơn đầu tiên trích từ album vào ngày 13 tháng 10 năm 1998 bởi Maverick Records. Sau khoảng thời gian dài lưu diễn để quảng bá cho album phòng thu trước, Jagged Little Pill (1995), Morissette dành thời gian nghỉ ngơi tại Ấn Độ, nơi tạo nên nguồn cảm hứng để cô viết nên nó, và cô cũng đã đề cập Ấn Độ trong lời bài hát. "Thank U" được đồng viết lời và sản xuất bởi Morissette và cộng tác viên quen thuộc của cô, Glen Ballard.
Được đánh giá là bước thay đổi lớn so với phong cách âm nhạc nổi loạn của album trước, "Thank U" nhận được những phản ứng tích cực từ các nhà phê bình âm nhạc, trong đó họ gọi nó như là một điểm nhấn nội bật của album. Về mặt thương mại, bài hát đạt vị trí quán quân ở Canada, trở thành đĩa đơn quán quân thứ năm của nữ ca sĩ tại đây. Ngoài ra, nó cũng lọt vào top 10 trên các bảng xếp hạng ở Áo, Ý, Hà Lan, New Zealand, Na Uy và Vương quốc Anh. Tại Hoa Kỳ, bài hát đạt thành công tương đối trên bảng xếp hạng Billboard Hot 100, nơi nó đạt vị trí thứ 17.
Video ca nhạc của "Thank U" được đạo diễn bởi Stéphane Sednaoui, trong đó Morissette khỏa thân trên nhiều con đường khác nhau ở Los Angeles. Nó đã nhận được nhiều lời tán dương từ giới phê bình, và được VH1 xếp ở vị trí thứ 66 trong danh sách 100 Video xuất sắc nhất. Sau khi phát hành, bài hát đã được hát lại và nhại lại bởi nhiều nghệ sĩ như Jimmy Fallon và "Weird Al" Yankovic. Năm 2000, nó nhận được một đề cử giải Grammy ở hạng mục Trình diễn giọng pop nữ xuất sắc nhất tại lễ trao giải thường niên lần thứ 42.

## Danh sách bài hát
1. "Thank U" (bản album) – 4:19
2. "Pollyanna Flower" (track bổ sung chưa từng phát hành) – 4:07
3. "Uninvited" (demo) – 3:04

## Xếp hạng
| Bảng xếp hạng (1998)                 | Vị trí cao nhất |
| ------------------------------------ | --------------- |
| Úc (ARIA)                            | 15              |
| Áo (Ö3 Austria Top 40)               | 10              |
| Bỉ (Ultratop 50 Flanders)            | 25              |
| Bỉ (Ultratop 50 Wallonia)            | 22              |
| Canada (RPM)                         | 1               |
| Canada (Soundscan)                   | 1               |
| Canada Adult Contemporary (RPM)      | 9               |
| Châu Âu (Eurochart Hot 100)          | 9               |
| Đức (Official German Charts)         | 19              |
| Ireland (IRMA)                       | 13              |
| Ý (FIMI)                             | 6               |
| Hà Lan (Dutch Top 40)                | 7               |
| Hà Lan (Single Top 100)              | 8               |
| New Zealand (Recorded Music NZ)      | 2               |
| Na Uy (VG-lista)                     | 3               |
| Scotland (OCC)                       | 4               |
| Thụy Điển (Sverigetopplistan)        | 49              |
| Thụy Sĩ (Schweizer Hitparade)        | 18              |
| Anh Quốc (OCC)                       | 5               |
| Hoa Kỳ Billboard Hot 100             | 17              |
| Hoa Kỳ Adult Pop Airplay (Billboard) | 1               |
| Hoa Kỳ Pop Airplay (Billboard)       | 2               |
| Hoa Kỳ Rhythmic (Billboard)          | 12              |
| Bảng xếp hạng (2017)                 | Vị trí cao nhất |
| Pháp (SNEP)                          | 153             |

| Bảng xếp hạng (1998)                 | Vị trí |
| ------------------------------------ | ------ |
| Australia (ARIA)                     | 49     |
| Canada Adult Contemporary (RPM)      | 49     |
| Italy (Hit Parade)                   | 23     |
| Netherlands (Dutch Top 40)           | 67     |
| New Zealand (Recorded Music NZ)      | 34     |
| UK Singles (Official Charts Company) | 115    |
| Bảng xếp hạng (1999)                 | Vị trí |
| Canada (RPM)                         | 85     |
| Canada Adult Contemporary (RPM)      | 86     |

## Chứng nhận
| Quốc gia                                                                           | Chứng nhận | Số đơn vị/doanh số chứng nhận |
| ---------------------------------------------------------------------------------- | ---------- | ----------------------------- |
| Úc (ARIA)                                                                          | Vàng       | 35.000^                       |
| Anh Quốc (BPI)                                                                     | Bạc        | 200.000^                      |
| * Chứng nhận dựa theo doanh số tiêu thụ. ^ Chứng nhận dựa theo doanh số nhập hàng. |            |                               |